# Dizzy Reed
Dizzy Reed (rojen kot Darren Arthur Reed), ameriški glasbenik, * 18. junij 1963, Cleveland.
Preden se je Reed leta 1990 pridružil skupini Guns N' Roses, je igral v bendu The Wild. Dizzy in novi bobnar skupine, Matt Sorum sta svoj prvi nastop doživela na festivalu Rock in Rio II, januarja 1991. 